# Euroyacht Cantiere Navale
Il cantiere navale Euroyacht è una società di capitali italiana con sede a Viareggio.

## Storia
Il cantiere è stato fondato nel 1998 a Viareggio e produce yacht in vetroresina e alluminio ed è stato il primo cantiere italiano ad ottenere dal Registro Navale Italiano (RINA) la classificazione di Comfort Class per i suoi yacht in vetroresina rinforzata modello "Planet".